# Lena Philipsson (musikalbum)
Lena Philipsson släpptes den 15 september 1995 och är ett studioalbum av Lena Philipsson.
Lena Philipsson och Torgny Söderberg producerade och skrev sångerna. Albumet placerade sig som högst på 10:e plats på den svenska albumlistan men lyckades inte sälja mer än ca 30 000 exemplar .

## Låtlista
| Nr  | Titel                      | Låtskrivare                       | Längd |
| --- | -------------------------- | --------------------------------- | ----- |
| 1.  | "Moder Swea"               | Lena Philipsson, Torgny Söderberg | 3.18  |
| 2.  | "Kärlek kommer med sommar" | Lena Philipsson, Torgny Söderberg | 3.56  |
| 3.  | "London"                   | Lena Philipsson                   | 4.16  |
| 4.  | "Vila hos mig"             | Lena Philipsson, Torgny Söderberg | 2.40  |
| 5.  | "Han är min"               | Lena Philipsson, Torgny Söderberg | 4.36  |
| 6.  | "Vandra vid din sida"      | Lena Philipsson, Torgny Söderberg | 3.38  |
| 7.  | "Månsken i augusti"        | Lena Philipsson, Torgny Söderberg | 4.19  |
| 8.  | "Stjärnorna"               | Lena Philipsson, Torgny Söderberg | 3.53  |
| 9.  | "Allting kommer tillbaka"  | Lena Philipsson, Torgny Söderberg | 3.02  |
| 10. | "Se det som det är"        | Lena Philipsson                   | 3.58  |
| 11. | "Underbar"                 | Lena Philipsson                   | 3.52  |

## Medverkande musiker
- Ulf Janson – gitarr
- Figge Boström – bas
- Lasse Persson – trummor
- Magnus och Henrik Rongedal – kör

### Listplaceringar
| Lista (1995) | Topplacering |
| ------------ | ------------ |
| Sverige      | 10           |